# Juan Cruz Sol
Pour les articles homonymes, voir Sol.
Juan Cruz Sol, né le 13 septembre 1947 à Elgoibar en Espagne et décédé le 10 novembre 2020 à Valence, est un footballeur international espagnol occupant le poste de défenseur. Il a démarré et terminé sa carrière professionnelle au Valence CF avec un passage par le Real Madrid CF durant quatre saisons.

## Biographie

### Carrière de joueur

#### En club
Né le 13 septembre 1947 à Elgoibar, Juan Cruz Sol, surnommé Loqui, découvre le football dans le club de sa ville natale, le CD Elgoibar où, bien que plus jeune que ses coéquipiers, il les surpasse sur le plan physique. À l'âge de 15 ans, il rejoint le Valence CF et ses équipes de jeunes. L'entraîneur Sabino Barinaga l'amène dans l'équipe première en 1965 et il y dispute au poste d'intérieur droit son premier match en septembre 1965 à Séville contre le Séville FC. Avec Valence, il gagne le Championnat d'Espagne en 1971 et la Copa del Generalísimo en 1967.
Sol rejoint le Real Madrid CF en 1975 et y reste jusqu'en 1979. Le montant du transfert est évalué entre 30 et 40 millions de pesetas. Sol remporte avec le club madrilène le championnat d'Espagne à trois reprises, en 1976, 1978 et 1979. Il revient ensuite au Valence CF et y termine sa carrière en 1981.

#### En sélection
La première sélection en équipe nationale de Juan Cruz Sol a lieu le 11 février 1970 contre la RFA à Séville,. Sa dernière sélection avec la Roja se déroule le 22 mai 1976 à nouveau contre la RFA mais cette fois à Munich. Ses 28 sélections en équipe nationale se soldent par 12 victoires, 11 matchs nuls, cinq défaites et un but inscrit, face à la Grèce le 21 février 1973.

### Après-carrière
Sol exerce diverses activités après sa carrière. Il travaille ainsi dans les secteurs de la restauration et de l'horlogerie tout en gardant le contact avec le milieu du football. Il est tout d'abord délégué du Valence CF entre 1994 et 2001 avant d'en intégrer le conseil d'administration entre juin 2013 et décembre 2014 puis devient administrateur du club en 2016. Il est en 2020 « ambassadeur social de Valence ». Il est également recruteur pour le club anglais de Chelsea. Sa zone de travail concerne l'ensemble de l'Espagne.
Atteint d'une maladie grave se manifestant par des vertiges et une désorientation, il est tout d'abord hospitalisé en juillet 2020 puis à nouveau deux mois plus tard. Il meurt le 10 novembre 2020 à son domicile de Valence.

## Bilan sportif

### Palmarès
Avec le Valence CF, Juan Cruz Sol remporte tout d'abord la Copa del Generalísimo en 1967 puis le Championnat d'Espagne en 1971. Il n'est pas présent sur le terrain lors des victoires du club en Coupe des coupes 1980 et en Supercoupe de l'UEFA 1980.
Avec le Real Madrid CF, Sol gagne le championnat d'Espagne à trois reprises, en 1976, 1978 et 1979.

### Statistiques
Le tableau ci-dessous résume les statistiques en match officiel de Juan Cruz Sol durant sa carrière de joueur professionnel,.
| Saison                | Club                  | Championnat           | Championnat | Championnat | Coupe(s) nationale(s) | Coupe(s) nationale(s) | Supercoupe | Supercoupe | Compétition(s) continentale(s) | Compétition(s) continentale(s) | Compétition(s) continentale(s) | Sélection | Sélection | Sélection | Total | Total |
| Saison                | Club                  | Division              | M.          | B.          | M.                    | B.                    | M.         | B.         | Comp.                          | M.                             | B.                             | Équipe    | M.        | B.        | M.    | B.    |
| 1965-1966             | Valence CF            | Primera División      | 5           | 0           | 1                     | 0                     | -          | -          | C3                             | 1                              | 0                              | -         | -         | -         | 7     | 0     |
| 1966-1967             | Valence CF            | Primera División      | 19          | 0           | 9                     | 0                     | -          | -          | C3                             | 4                              | 0                              | -         | -         | -         | 32    | 0     |
| 1967-1968             | Valence CF            | Primera División      | 7           | 0           | 4                     | 0                     | -          | -          | C2                             | 1                              | 0                              | -         | -         | -         | 12    | 0     |
| 1968-1969             | Valence CF            | Primera División      | 20          | 1           | 3                     | 0                     | -          | -          | C3                             | 2                              | 1                              | -         | -         | -         | 25    | 2     |
| 1969-1970             | Valence CF            | Primera División      | 23          | 4           | 8                     | 0                     | -          | -          | C3                             | 2                              | 0                              | Espagne   | 3         | 0         | 36    | 4     |
| 1970-1971             | Valence CF            | Primera División      | 29          | 0           | 5                     | 0                     | -          | -          | C3                             | 4                              | 0                              | Espagne   | 5         | 0         | 43    | 0     |
| 1971-1972             | Valence CF            | Primera División      | 33          | 2           | 7                     | 0                     | -          | -          | C1                             | 6                              | 0                              | Espagne   | 6         | 0         | 52    | 2     |
| 1972-1973             | Valence CF            | Primera División      | 31          | 2           | 2                     | 0                     | -          | -          | C3                             | 2                              | 0                              | Espagne   | 3         | 1         | 38    | 3     |
| 1973-1974             | Valence CF            | Primera División      | 33          | 2           | 4                     | 0                     | -          | -          | -                              | -                              | -                              | Espagne   | 4         | 0         | 41    | 2     |
| 1974-1975             | Valence CF            | Primera División      | 30          | 3           | 4                     | 0                     | -          | -          | -                              | -                              | -                              | Espagne   | 4         | 0         | 38    | 3     |
| 1975-1976             | Real Madrid CF        | Primera División      | 28          | 0           | 2                     | 0                     | -          | -          | C1                             | 8                              | 0                              | Espagne   | 3         | 0         | 41    | 0     |
| 1976-1977             | Real Madrid CF        | Primera División      | 28          | 0           | 2                     | 0                     | -          | -          | C1                             | 4                              | 0                              | -         | -         | -         | 34    | 0     |
| 1977-1978             | Real Madrid CF        | Primera División      | 33          | 0           | 8                     | 0                     | -          | -          | -                              | -                              | -                              | -         | -         | -         | 41    | 0     |
| 1978-1979             | Real Madrid CF        | Primera División      | 21          | 0           | 3                     | 0                     | -          | -          | C1                             | 4                              | 0                              | -         | -         | -         | 28    | 0     |
| 1979-1980             | Valence CF            | Primera División      | 3           | 0           | -                     | -                     | -          | -          | -                              | -                              | -                              | -         | -         | -         | 3     | 0     |
| 1980-1981             | Valence CF            | Primera División      | 5           | 0           | -                     | -                     | -          | -          | C2                             | 2                              | 0                              | -         | -         | -         | 7     | 0     |
| Total sur la carrière | Total sur la carrière | Total sur la carrière | 348         | 14          | 62                    | 0                     | -          | -          | -                              | 40                             | 1                              | -         | 28        | 1         | 478   | 16    |